# Odomanten
Die Odomanten waren ein thrakischer Volksstamm. Sie siedelten zuerst westlich des Strymon auf der Halbinsel Chalkidiki.
Von dort wurden sie von den Makedonen in die Landschaft östlich des Strymon verdrängt. In der klassischen Epoche lebten sie am Westfuß des Pangaion-Gebirges. Thukydides bezeugt, dass sie 429 v. Chr. und während des Odrysenfeldzuges von Sitalkes gegen die Makedonier in dieser Gegend siedelten. Die Odomanten waren an der Ausbeutung der Bodenschätze im Pangaion beteiligt und wurden somit in der klassischen Epoche wohl auch von den Thasiern bedrängt. Megabazos hatte bei seinen Unternehmungen in Thrakien Schwierigkeiten mit den Odomanten. Odomanten-König Polles stellte zum thrakischen Feldzug des Spartaners Kleon ein großes Söldnerheer. Dieser und andere Thrakerstämme des Strymonbereiches leisteten 520 v. Chr. Widerstand gegen die persische Herrschaft und den Feldzug des Xerxes I. gegen Griechenland.
In der Römerzeit wurde das Siedlungsgebiet der Odomanten als Terra Odomantica benannt.